# 제2보병사단 (대한민국)
제2보병사단(第二步兵師團, 2nd Infantry Division, 상징명칭: 노도부대)은 제3군단 예하에 있었던 대한민국 육군의 보병사단이었다. 2019년 12월 6일 해체되었으며, 현재는 2021년 1월 1일 창설된 제2신속대응사단이 제2보병사단의 명맥을 계승하고 있다.

## 역사

### 초기
1947년 12월 1일 조선경비대 소속 제2여단으로 창설되었으며, 초대 여단장은 원용덕 대령이었다. 이후 1948년 10월 여수·순천 사건 진압에 투입되었으며 이때 이승만 대통령으로부터 기세가 성난 파도와 같다고 하여 노도(怒濤)부대라는 별칭을 얻었다. 1949년 5월 12일 여단에서 사단으로 승격되어 제2사단이 되었다. 사단 승격 시의 첫 사단장은 유승렬 대령이었다.

### 6.25 전쟁

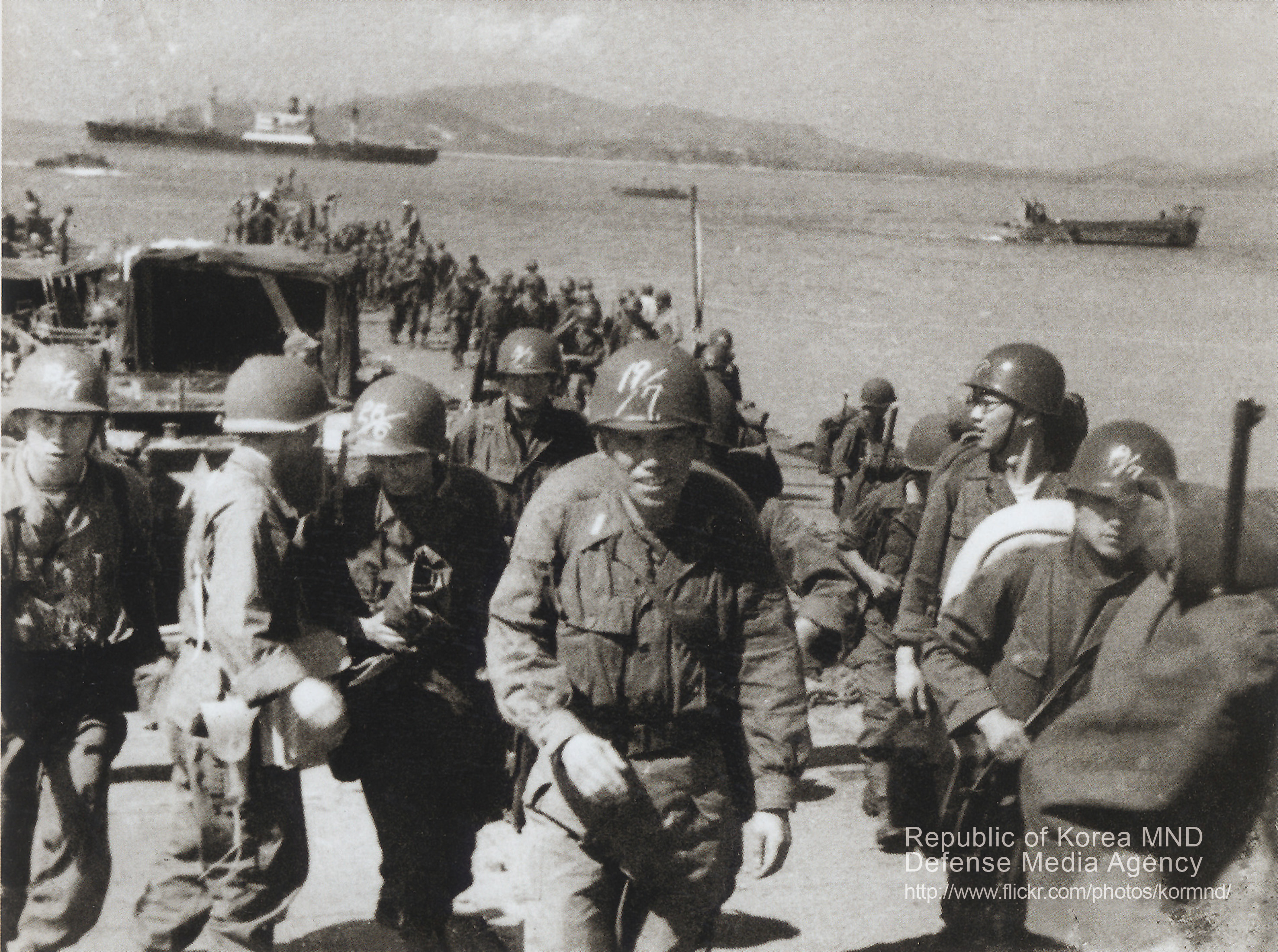
1950년 9월 인천 상륙 작전에 참가해 월미도에 상륙하는 17연대 장병들의 모습

6.25 전쟁이 발발하자 의정부 전투에 투입되었으나 전선에서 큰 피해를 입고 궤멸되었다.
이후 1950년 11월 17일 서울 성동공업중학교(현 성동공업고등학교, 광희중학교)에서 17연대, 31연대, 32연대를 예하 연대로 하여 사단이 재편성되었다. 이 중 17연대는 부대 재편성에 따라 2사단에 배속되기 전까지 독립연대로 편제되어 있었으며 개전 초기 옹진반도 전투와 청주 전투를 치렀고, 1950년 9월에는 대한민국 육군에서 유일하게 인천 상륙 작전에 참여하기도 하였다.
1951년 9월에는 강원도 김화 전선을 담당하였고, 1952년 10월 14일에는 저격능선 전투에 투입되었다.
1953년에는 제1야전군에 배속되었고, 휴전 직전인 6월 말~7월에는 화살머리고지 전투를 치렀다.

### 휴전 이후
1953년 제3군단에 배속되었다. 1959년 8월 28일에 주둔지를 양구로 이동하였고, 이후 해체 시까지 양구 일대에 주둔하였다.
2001년~2003년 사이에는 사단 예하 제32보병연대 3대대가 당시 초창기였던 KCTC의 대항군 부대 임무를 수행하였다. 이때 부대 구성원 중 일부는 이후에도 KCTC에 잔류하여 전문대항군연대(전갈부대)의 모체가 되기도 했다.
2015년 6월 25일, 육군본부에서 처음으로 주최한 '중대전투경연대회'에서 2사단 쌍호(17)연대 11중대가 3사단 맹호연대 5중대, 5사단 표범중대 10중대, 27사단 쌍독수리연대 3중대를 물리치고 '육군 최정예 전투중대'의 영광을 거머쥐었다.
2019년, 해체를 앞두고 사단 예하의 제17보병연대가 제12보병사단으로, 제31보병연대가 제21보병사단으로 각각 예속전환되었다.

### 해체

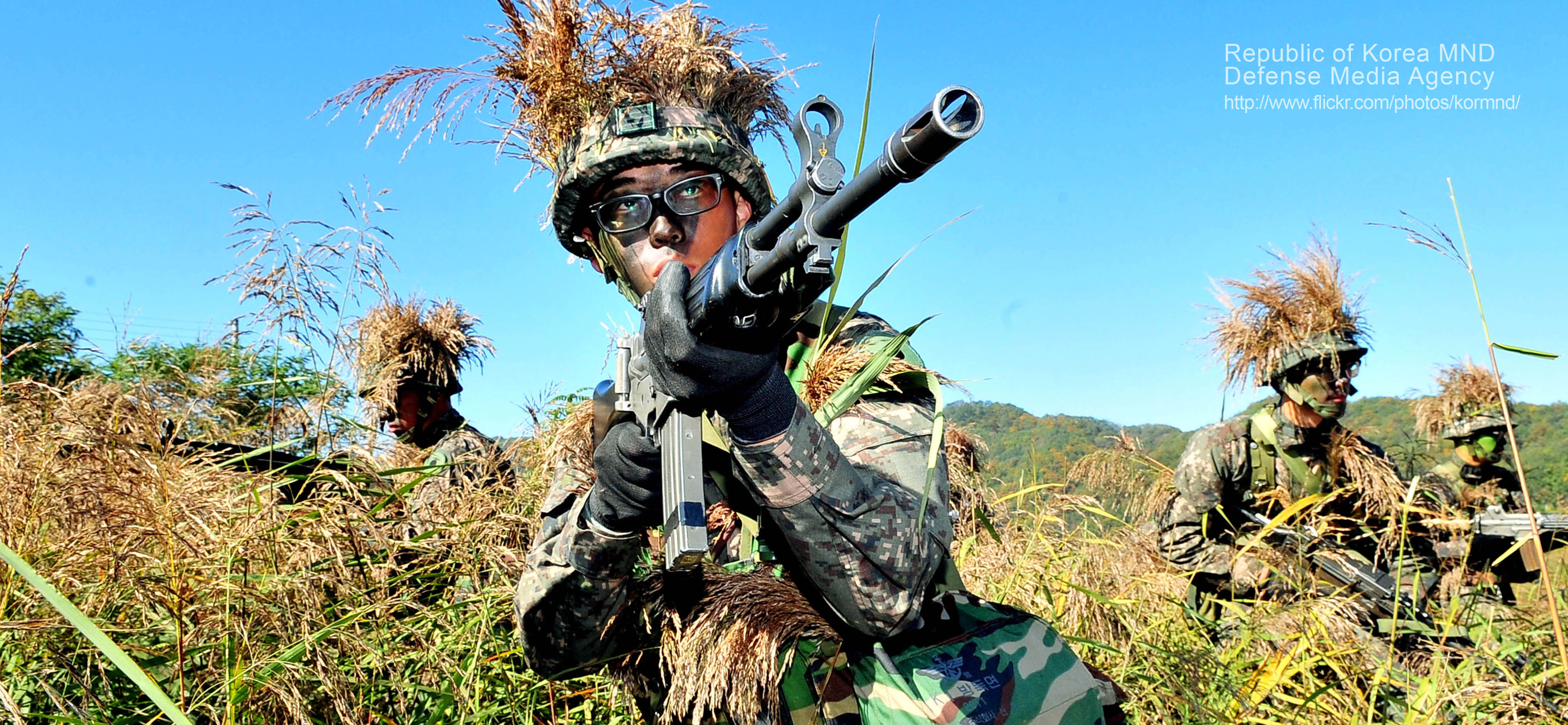
야외기동훈련 중인 제2보병사단 장병들의 모습 (2012년)

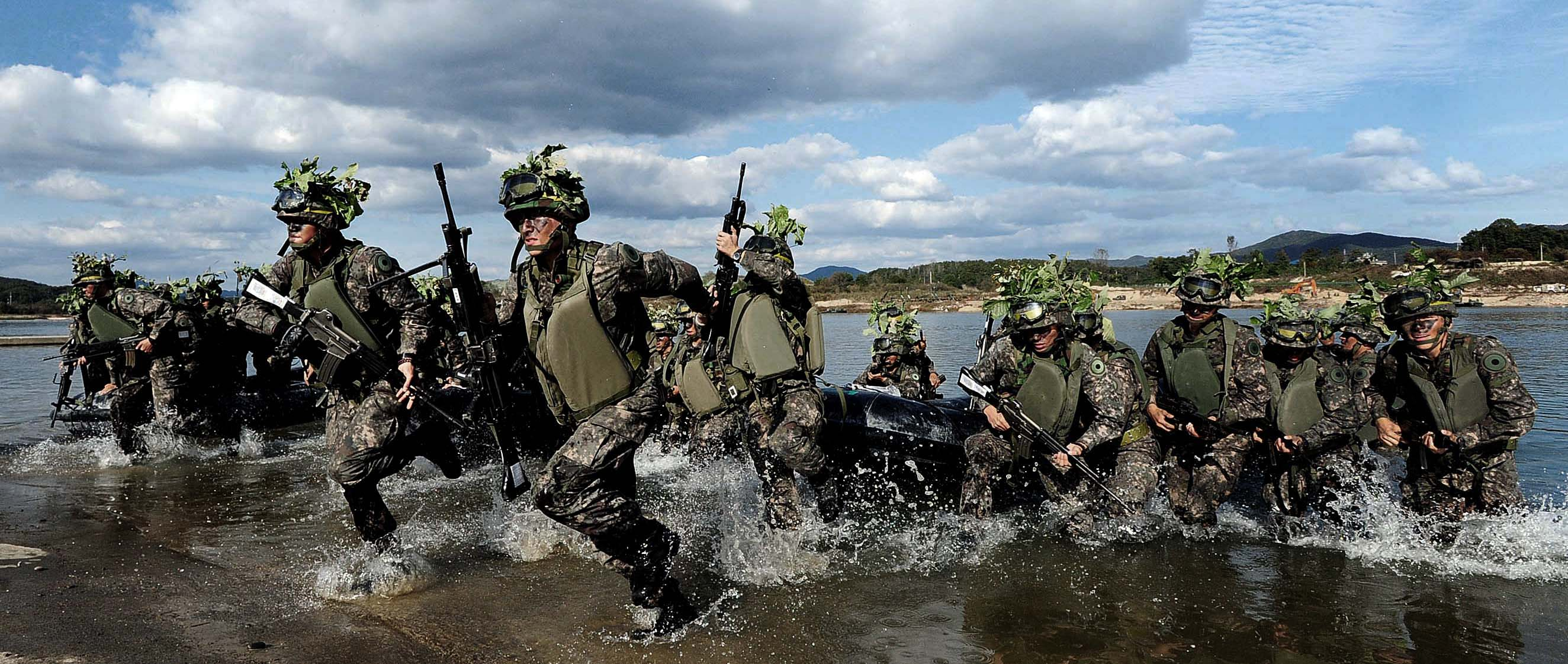
도하훈련 중인 제2보병사단 장병들의 모습 (2013년)

제2보병사단은 2019년 12월 6일 해체식을 갖고 공식 해체되었다. 이후 2021년 1월 1일 경기도 양평군에서 공중강습을 통한 신속대응부대로서의 역할을 주 임무로 하는 제2신속대응사단이 창설되며 기존 제2보병사단의 부대표지 도안과 상징명칭인 "노도부대"를 계승함에 따라 제2보병사단의 명맥을 잇게 되었다.

## 구조 (2019년)
다음은 2019년에 제2신속대응사단으로 재편성되기 전까지 갖추고 있었던 정규 삼각사단으로서의 구조이다.
| - 공병대대 - 정비대대 - 보급수송대대 - 수색대대 "비호" - 의무근무대 - 정보통신대대 - 군사경찰대 - 전차중대 - 방공중대 - 본부근무대 - 보충중대 - 화생방지원대 | - 제17보병연대 "쌍호" - 제1대대 "인천상륙" - 제2대대 "화령장" - 제3대대 "수도탈환" - 제31보병연대 "백호" - 제1대대 "진격" - 제2대대 "승공" - 제3대대 "통일" - 제32보병연대 "독수리" - 제1대대 "명문" - 제2대대 "금성" - 제3대대 "철혈" - 포병연대 "노도포병" - 제18포병대대 "충무" - 제62포병대대 "화랑" - 제63포병대대 "인헌" - 제633포병대대 "무공" |

## 기록

### 소속
- 군별
  - 1947년 12월 1일, 조선경비대
  - 1949년 5월 12일, 대한민국 육군
- 부대
  - 제3군단; 1953년

### 계보
- 1947년 12월 1일, 제2여단
- 1949년 5월 12일, 제2보병사단
- 2019년 12월 6일, 제2신속대응사단

### 참전
- 여수·순천 사건, 1948년 10월
- 태백산지구 공비 토벌 작전, 1949년 9월
- 6.25 전쟁
  - 동두천·포천-의정부 전투, 1950년 6월
  - 인천 상륙 작전. 1950년 9월 (제17연대)
  - 북한강 지구 전투, 1951년 5월
  - 금화지구, 저격능선 전투, 1952년 10월~11월
  - 화살머리고지 전투, 1953년 6월~7월
- 냉전
  - 울진·삼척 무장 공비 침투 사건, 1968년 11월
  - 강릉지역 무장공비 침투사건, 1996년 9월

## 같이 보기
- 제2신속대응사단

### 내용주
1. ↑  사단 해체 직전 마지막 사단장
2. ↑  제2신속대응사단의 부대표지는 기존 제2보병사단의 부대표지에서 공중강습 신속대응부대로서의 특성을 강조하는 "AIRBORNE"이 적힌 리본이 상단에 추가된 형태이다.
3. ↑  2019년 10월 제12보병사단으로 예속전환됨
4. 1 2 3  2019년 9월 제21보병사단으로 예속전환됨
5. ↑  신병교육대 임무 수행

### 참조주
1. ↑  정빛나 (2021년 1월 1일). “육군 신속대응사단 창설…테러·국지도발 등 '즉각 투입'”. 《연합뉴스》. 2021년 5월 31일에 확인함.